# Watermolen van Tielen
De watermolen van Tielen is een watermolen op de Aa en erkend monument in de Watermolenstraat 6 in Tielen in de Belgische provincie Antwerpen.

## Geschiedenis
De eerste vermelding van een watermolen dateert van 24 november 1428 toen Catherina de Papen (dochter van Jan de Pape), vrouw van Daniël van Ranst, voorkwam in het leenboek van Jan III van Brabant.
In 1565 viel de watermolen om door een grote ijsgang in de Aa. Daardoor is het huidige gebouw gezet in 1681. Op de Ferrariskaarten van circa 1775 staat de watermolen. Gegevens over de molen zijn terug te vinden in de historische leenboeken omdat er belasting werd geheven op waterkracht door de Heren van Tielen. De boeren uit het dorp moesten van de heer hun graan hier malen. De heer stelde de molenaar aan die als knecht of pachter de molen uitbaatte. Deze molenaar moest een deel graan overscheppen, als belasting, in de graanzak van de heer.
De molen is steeds samen met het kasteel van Tielen onderdeel geweest van de erfenis van de Heren van Tielen, tot in 1918 de watermolen met woning, paardenstal en bakhuis voor het eerst werd verkocht aan Fik Dionys. De laatste molenaar was zijn zoon Louis Dionys

## Erkenning en onderhoud
Op 13 april 1953 is het omliggende landschap erkend als cultuurhistorisch landschap. Pas op 1 februari 1993 is de molen en bijbehorende gebouwen erkend als monument.
In 1943 is het oorspronkelijke houten rad vervangen door een metalen rad. De molen is midden 2015 gerestaureerd en weer maalvaardig gemaakt. De molen draait sindsdien regelmatig.
- Inventaris van het Bouwkundig Erfgoed (Vlaanderen): 47380